# Moni Panagias Ikonistrias
Moni Panagias Ikonistrias (griechisch Μονή Παναγιάς Εικονίστριας Moní Panagiás Ikonístrias, deutsch ‚Kloster der Ikone des Sterns‘), lokal auch Moni Kounistras (Μονή Κουνίστρας Moní Kounístras, deutsch ‚Kounistra-Kloster‘) war früher das bedeutendste Kloster der Sporadeninsel Skiathos, ist heute aber verlassen. Es liegt am Westhang des Elatos (323 m) in etwa 180 m Höhe über dem Meeresspiegel im Waldgebiet Dasi Skiathou etwa 3,5 km nordwestlich vom Ort Skiathos entfernt. Nebenan befindet sich heute ein Tierheim. Die nächstgelegene Siedlung ist Zorbades (Ζορμπάδες), etwas weiter südwestlich. In ca. 500 m Entfernung am Nordhang des Elatos gab es früher ein kleines Frauenkloster Agios Ioannis Kryfos (Άγιος Ιωάννης Κρυφός).

## Geschichte
1655 soll ein greiser Mönch eine nächtliche Erscheinung gehabt haben und bald darauf in einer Pinie im Wald die nächtlich erleuchtete, namengebende Ikone entdeckt haben. Bald darauf konnten die Plünderungen durch Piraten eingedämmt werden, nachdem Skiathos venezianisch geworden war. Der Ikone werden wundertätige Kräfte zugeschrieben. Sie wird meistens in der Hauptkirche Tris Ierarches in Skiathos-Ort aufbewahrt. Zweimal im Jahr wird jedoch das Patronatsfest gefeiert: Am 1. Sonntag nach dem ersten Juli wird die Auffindung gefeiert und am 20. November gibt es eine aufwändige Prozession von der Hauptkirche zum Kloster.